# Eduardo Malaquina
Eduardo Ramón Malaquina Ugolini, (Salto, 31 de agosto de 1936 - Salto, 9 de abril de 2021) fue un escribano y político uruguayo, perteneciente al Partido Colorado. Fue Intendente de Salto en tres períodos desde 1985 a 1990, 1995 a 2000 y 2000 a 2005.

## Biografía
Oriundo del departamento de Salto. De profesión escribano. Apodo "el flaco".
Lideró la Lista 1 del partido Colorado, histórica lista en el departamento de Salto, que logró 6 mandatos departamentales también con Armando Barbieri y Ramón J. Vinci.
En los sesenta, Malaquina tuvo a su cargo representar al departamento en la comisión que logró el acuerdo definitivo para que las Termas del Daymán pasaran a nombre de la intendencia. Fue presidente de la Junta Departamental y, aunque nunca trascendió, la totalidad del dinero que le correspondía por concepto de gastos de representación fueron donados a Casa de Salto. Precisamente, durante su gestión, el legislativo departamental adquirió su casa propia.
Opositor de la dictadura, en 1980 militó en "NO" en el plebiscito constitucional.
Durante mucho tiempo, integrante del Foro Batllista; de cara a las elecciones de 2004, su nombre sonó fuerte como eventual candidato a Vicepresidente.
En 2008 adhirió a la precandidatura de José Amorín Batlle.
Integró el Comité Ejecutivo Nacional (CEN) colorado, por el sector ProBa.
Poco tiempo de asumir el intendente colorado Germán Coutinho en 2010, Malaquina planteó sus disconformidades con las políticas llevadas a cabo y manifestó su alejamiento a la interna del partido en el departamento.
Como homenaje una calle que es tramo de la costanera en Salto lleva su nombre.
Falleció el 9 de abril de 2021 a los 84 años, en Salto.

## Administración en Salto
Fue intendente departamental de Salto en varias ocasiones: 1985-1990, 1995-2000, 2000-2005. También presidió el Congreso Nacional de Intendentes.
Primera vez intendente tras ser electo en las elecciones de 1984, con el final de la dictadura.
En 1988, en la segunda visita del Papa Juan Pablo II al Uruguay, Malaquina lo recibió en Salto.
Se hizo el primer Hogar Estudiantil Liceal para los jóvenes del medio rural.
Se inauguró en Salto el primer CAIF del Uruguay. 
Se inició la recuperación del pozo termal del Daymán, hecho que por lo cual, las termas tuvieron un extraordinario desarrollo. Logró notables inversiones en Arapey y se remozó el aeropuerto.
Entrega de numerosas soluciones habitacionales para las familias que sufrían inundaciones periódicas.
Se abrió un Bachillerato Tecnológico de UTU, en un local que se compró al efecto y se construyeron varios liceos y escuelas de tiempo completo.
Durante la crisis del 2002 inauguró tres hoteles 5 estrellas: “Los Naranjos”, “Horacio Quiroga” y “Barceló” y dos parques acuáticos: “Acuamanía” y “Quiroga”. También abrió las puertas a nuevos liceos e inauguró el moderno edificio de la Universidad de la República, haciendo realidad el sueño de Barbieri, y poniendo en funcionamiento el CERP, para que los jóvenes pudieran recibirse como profesores estudiando en Salto.
Los primeros proyectos de viviendas PIAI también se cuentan entre sus logros durante ese turbulento tiempo, también se logró la reapertura del frigorífico “La Caballada”.
El centro de la ciudad fue renovado, se construyó el Shopping Center y se inauguró la Terminal de Ómnibus.
En abril de 2004 el Consejo de Educación Primaria cede el edificio a la Intendencia de Salto para la instalación de la Casa Horacio Quiroga, que se inauguró el 23 de diciembre de 2004. Esto se hizo a impulso de Eduardo Malaquina, quien llamó para dirigir esta obra, al profesor y escritor Leonardo Garet y el trabajo se hizo codo a codo con quien en ese momento ocupaba el cargo de Director de Acción Social y Cultural de la Intendencia, Lewis Rochón Sarutte. 
Con Garet, en 2001, Malaquina lo convocó para crear –con él como orientador- el Taller Literario Horacio Quiroga, que funcionó durante varios años en la Biblioteca Departamental. En 2003, Malaquina apoyó decididamente la publicación de la Colección Escritores Salteños, dirigida por Garet.
También logró la recuperación del Libro Móvil para los barrios y el interior; inauguró la Sala de Exposiciones Carmelo de Arzadum en el Museo Gallino; reestructuró y reabrió el Museo de Arqueología y Ciencias Naturales; procedió a la adecuación de la primera sala de teatro independiente de Salto y la salta teatral "El Andén".
La estatuaria de la ciudad de Salt creció con la inauguración en 2005 del Cristo Redentor en Costanera Norte y el Monumento a Víctor Lima, en 2001, en Costanera Sur.

## Vida privada
Contrajo matrimonio con Teresita Farfalla, fueron padres de cuatro hijos: Juan Eduardo, Paola, Marcelo y Federico.
Su hijo Marcelo Malaquina ingresó a la política en 2023 y junto a otros correligionarios han reactivado la histórica Lista 1 del Partido Colorado, contando con el apoyo de dirigentes como el salteño Vicecanciller de la República, Nicolás Albertoni.